# Neven Ilic

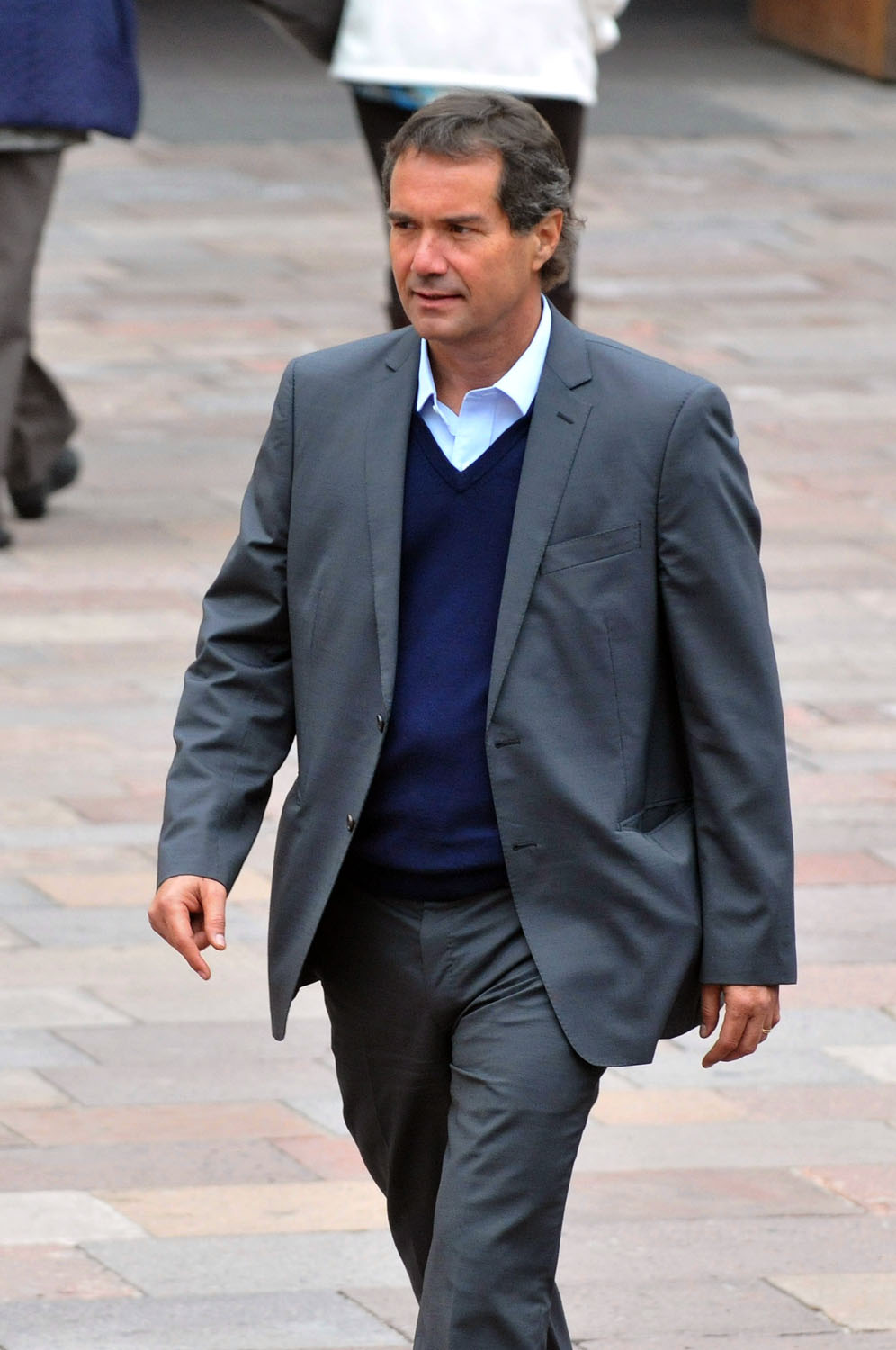
Neven Ilic (2013)

Neven Iván Ilic Álvarez  (* 4. April 1962 in Antofagasta) ist ein chilenischer Ingenieur und Sportfunktionär.

## Allgemeines
Neven Ilic studierte Ingenieurwesen an der Päpstlichen Katholischen Universität von Chile in Santiago de Chile.

## Sportadministration
Neven Ilic war von 2000 bis 2004 Vorsitzender des nationalen Tennisverbandes. Seit 2017 ist er Präsident der Panamerikanischen Sportorganisation.

## IOC-Mitgliedschaft
Neven Ilic wurde 2017 zum IOC-Mitglied gewählt.